# SMS Wettin
SMS Wettin byla bitevní loď typu predreadnought třídy Wittelsbach postavená pro německé císařské námořnictvo. Stavba lodi probíhala v loděnici Schichau Seebeckwerft v Gdaňsku, kde byl její kýl položen v roce 1899 a dokončena byla v říjnu 1902. Výzbroj tvořily hlavní baterie čtyř kanónů ráže 240 mm (9,4 palce) a dosahovala maximální rychlosti 18 uzlů (33 km/h; 21 mph).
Loď sloužila se sesterskými loděmi v době míru v I. eskadře německé floty, kdy podstupovala každoroční rozsáhlý výcvik a návštěvy zahraničí. Tato cvičení poskytla rámec Širokomořskému loďstvu pro první světovou válku. V červnu 1911 byla ze služby stažena a na její místo nastupovaly nové lodě typu dreadnought, nicméně od prosince 1911 do poloviny roku 1914 sloužila jako loď pro nácvik dělostřelby.
Po vypuknutí první světové války byly lodě třídy Wittelsbach mobilizovány a zařazeny do IV. bitevní eskadry. Wettin sloužila v Baltském moři, kde sehrála menší roli během bitvy u Rižského zálivu v srpnu 1915, ale s ruskými silami se nestřetla. Koncem roku 1915 byla pro nedostatek personálu a hrozbu britských ponorek stažena z aktivní služby. Poté byla přeřazena do role cvičné lodě pro kadety a jako depotní loď. Po válce byla vyřazena a roku 1921 prodána do šrotu. Její zvon je vystaven ve Vojenském historickém muzeu Bundeswehru v Drážďanech.